# Comuna Zmitniv, Sosnîțea
Zmitniv (în ucraineană Змітнів) este o comună în raionul Sosnîțea, regiunea Cernihiv, Ucraina, formată din satele Kupciîci, Prohonî și Zmitniv (reședința).

## Demografie
Componența lingvistică a comunei Zmitniv
     Ucraineană (98,91%)
     Alte limbi (1,09%)
Conform recensământului din 2001, majoritatea populației comunei Zmitniv era vorbitoare de ucraineană (98,91%), existând în minoritate și vorbitori de alte limbi.